# إلوود بوكانان
إلوود بوكانان (بالإنجليزية: Elwood Buchanan)‏ هو عازف جاز أمريكي، ولد في 26 يناير 1907 في سانت لويس في الولايات المتحدة، وتوفي في 21 مايو 1990 في مقاطعة سانت كلير في الولايات المتحدة.

## وصلات خارجية
- إلوود بوكانان على موقع ميوزك برينز (الإنجليزية)